# Darrel C. H. Plowes
Darrel C.H. Plowes ( n. 1950) es un botánico , explorador, agrónomo y consultor sudafricano .

## Algunas publicaciones
- 1985. A reclassification of Caralluma R. Brown (Stapelieae: Asclepiadaceae). Haseltonia 3
- 1993. A new account of Echidnopsis Hook. f. (Asclepiadaceae: Stapeliae). Haseltonia 1
- 2003a. Searching for Stapeliads in Ethiopia and Eritrea - Part 1. Cactus & Succulent J. 75 (3 )
- 2003b. Searching for Stapeliads in Ethiopia and Eritrea - Part II. Cactus & Succulent J. 75 (4 )

## Honores
En 1994 recibió el "Galardón de Miembro" de la "Cactus and Succulent Society of America".

### Eponimia
Especies
- (Aloaceae) Aloe plowesii Reynolds 1964
- (Asclepiadaceae) × Gonostapelia plowesii P.V.Heath 1992
- (Asclepiadaceae) Huernia plowesii L.C.Leach 1988
- (Iridaceae) Dierama plowesii Hilliard 1991

- La abreviatura «Plowes» se emplea para indicar a Darrel C. H. Plowes como autoridad en la descripción y clasificación científica de los vegetales.[2]

Ha clasificado e identificado más de 244 nuevas especies, publicando habitualmente en : Excelsa; Haseltonia.